# Mì Nhật Bản

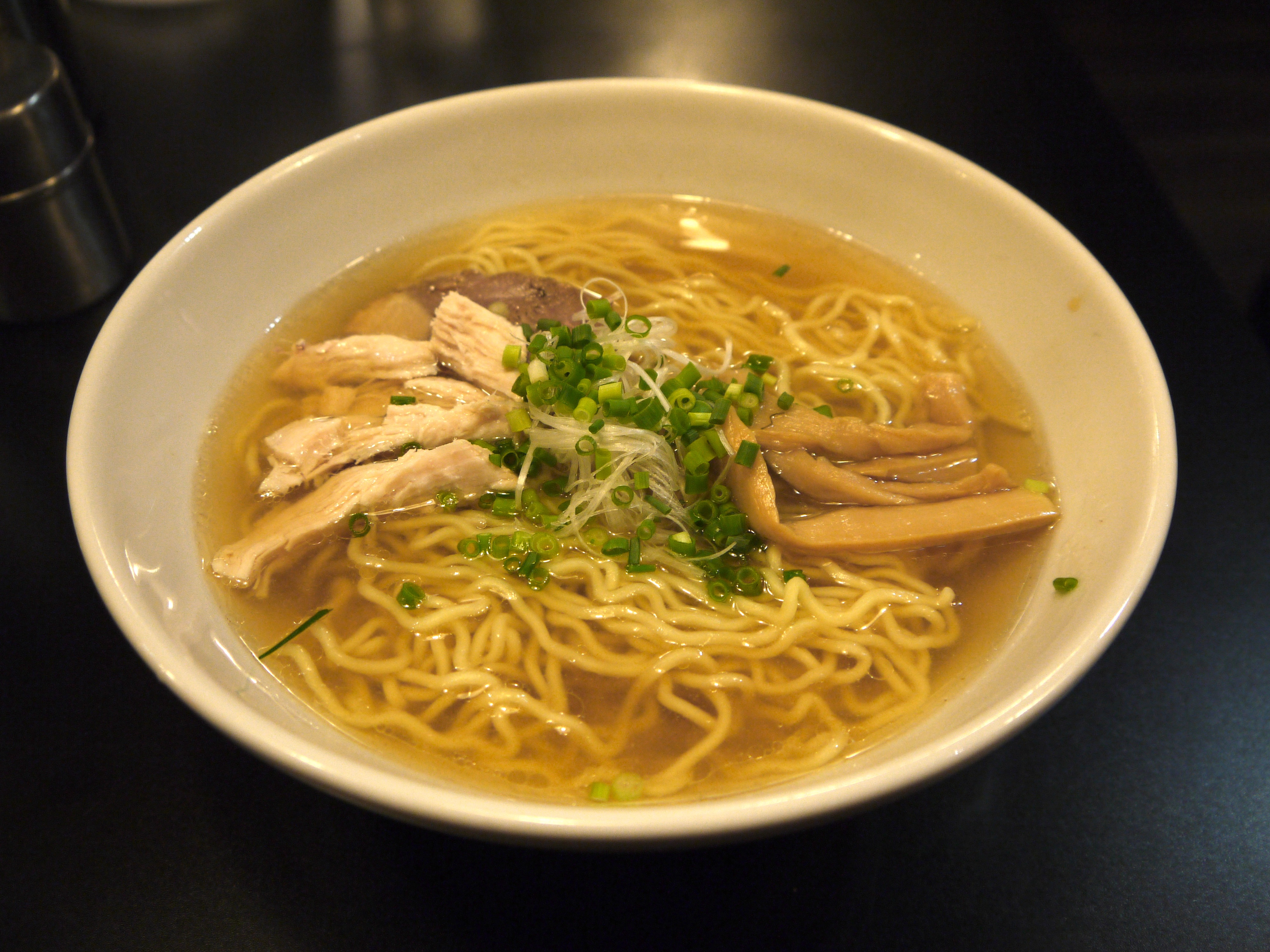
Ramen

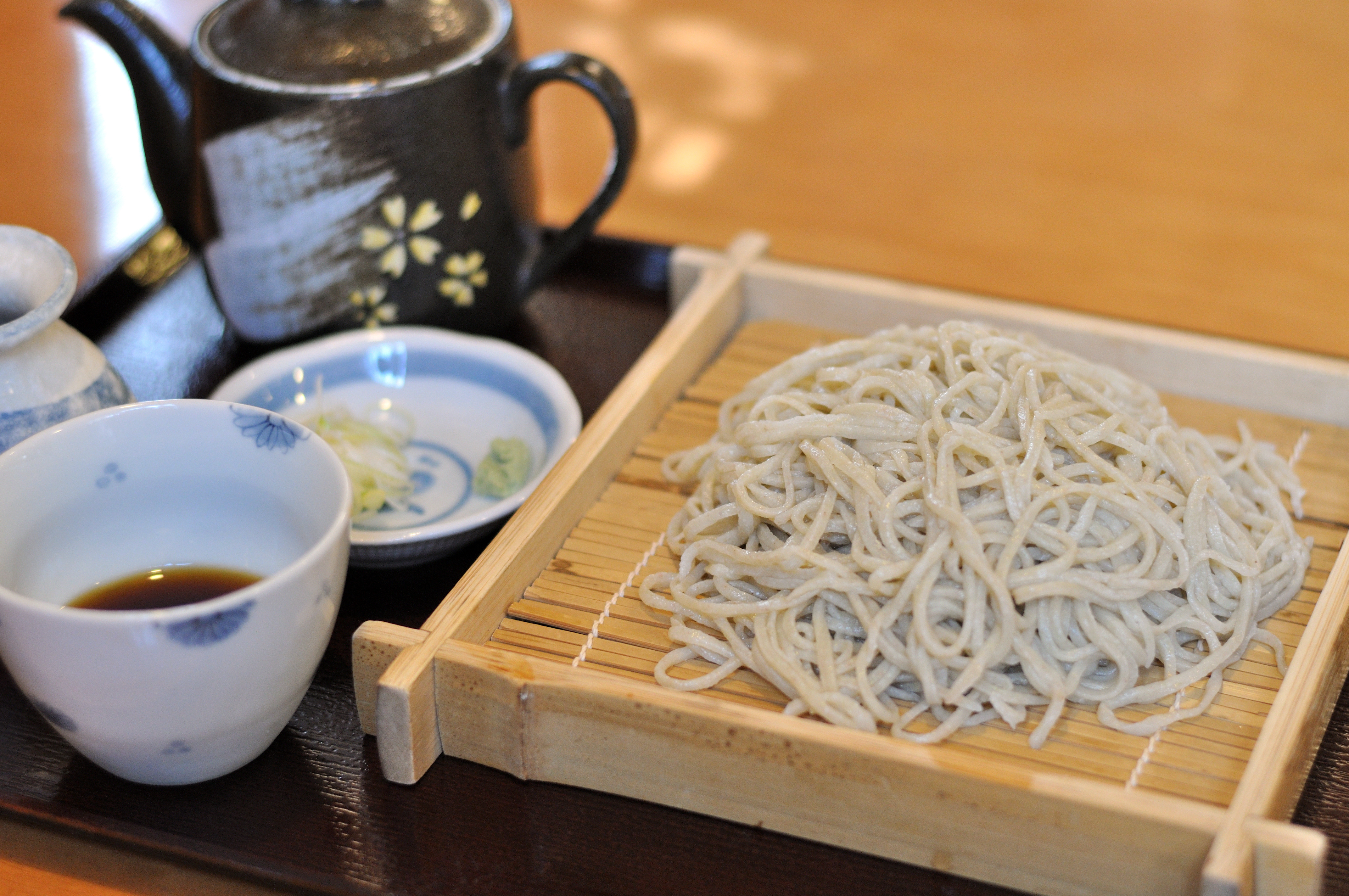
Soba

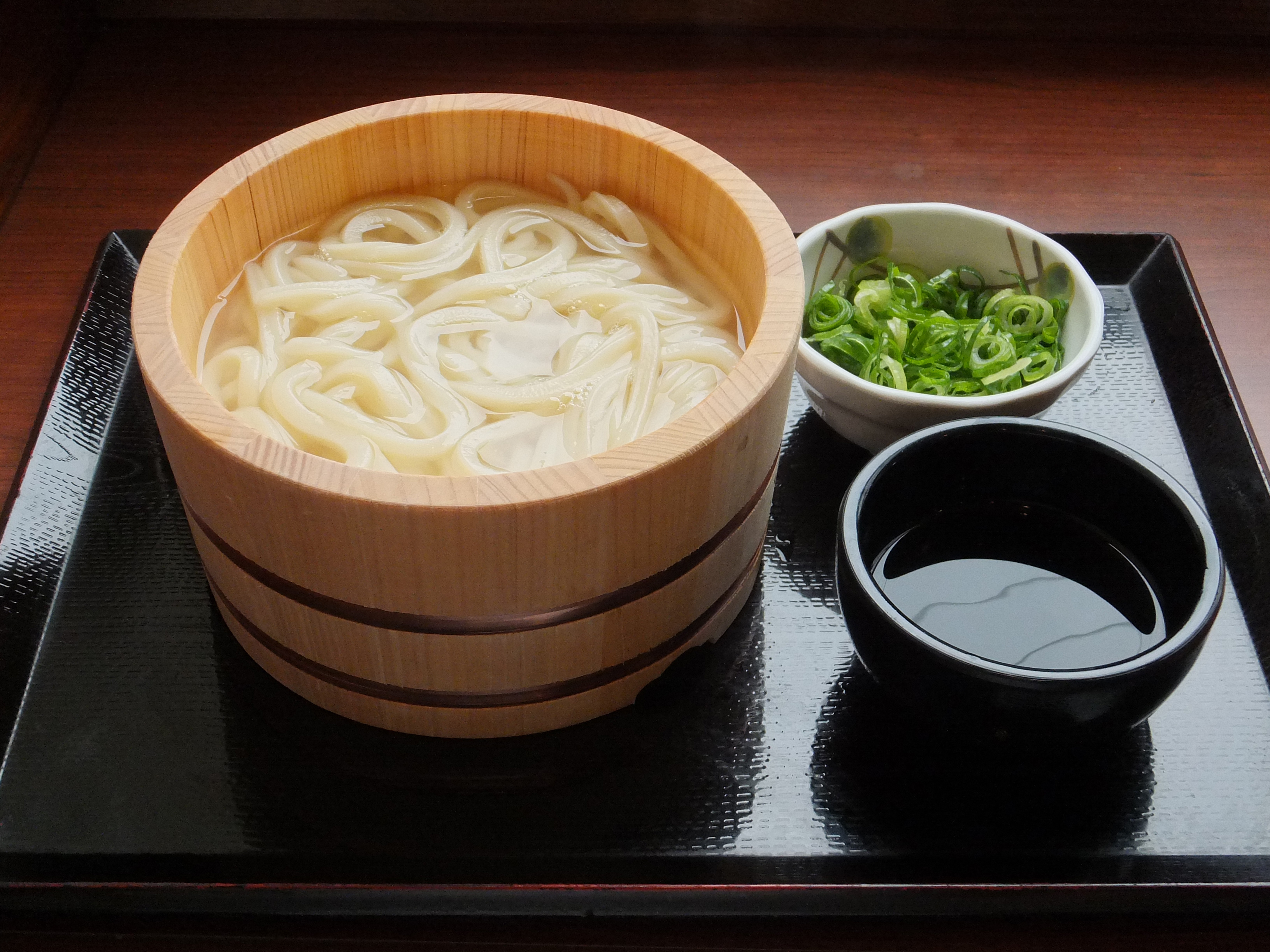
Udon

Mì là một phần chính của ẩm thực Nhật Bản. Chúng thường được phục vụ ướp lạnh với nước chấm, hoặc trong xúp hoặc các món ăn nóng.

## Các loại mì Nhật Bản
Ramen 拉麺 (ramen lấp miến) hoặc (ラーメン rāmen, IPA: [ɽaꜜːmeɴ]): bao gồm Mỳ sợi, phục vụ cùng một loại nước dùng từ thịt- hoặc (đôi khi) từ cá, thường thêm hương vị từ nước tương hoặc miso, và bày thêm đồ ăn kèm như thịt lợn thái lát (チャーシュー chāshū), rong biển (海苔 nori) sấy khô, menma (メンマ), và hành lá (葱 negi). Gần như mọi khu vực ở Nhật Bản đều có biến thể ramen của mình, từ món tonkotsu (nước dùng từ xương lợn) ramen của Kyushu tới món miso ramen của Hokkaido.
Shirataki mì trong làm từ konnyaku. Mì này dai. Shirataki được sử dụng để làm nguyên liệu chế biến các món ăn như sukiyaki và oden.
Soba làm từ kiều mạch (lúa mạch đen). Nó thường đề cập đế loại mỳ sợi nhỏ được làm từ bột kiều mạch, hoặc một hỗn hợp bột kiều mạch và lúa mì (Nagano soba). Nó đối lập với loại mỳ sợi dày, được gọi là udon. Tại Nhật Bản, từ này có thể được gọi cho bất kỳ loại mỳ sợi nhỏ nào. Mỳ soba có thể được phục vụ nguội với một loại nước chấm, hoặc với nước dùng nóng như một món mỳ nước. Ví dụ về các món ăn của soba là zaru soba (ướp lạnh), kake soba, tempura soba, Kitsune soba và tororo soba. Mặc dù món ăn nổi tiếng của Nhật Bản Yakisoba bao gồm "soba" trong tên của nó, món ăn được làm bằng mì kiểu Trung Quốc (chūkamen).
Sōmen có sợi rất mảnh (đường kính không quá 1.3 mm) làm bằng bột mì và nước muối. Loại mì này thường dùng ăn lạnh. Đường kính nhỏ chính là đặc điểm phân biệt các loại mì của Nhật Bản cho dù hiyamugi và udon cũng làm bằng bột mì nhưng sợi to hơn. Cách làm somen cũng như các loại mì khác là bằng cách kéo giãn bột. Mỗi lần kéo thì mì càng nhỏ sợi. Đối với somen cần phải hơn 30 đợt trong 36 giờ đồng hồ. Sau đó, mì còn phải giữ trong kho 1 đến 2 năm để chín và ngấu, sau đó mới được mang ra ăn. Sōmen thường dùng lạnh vì được chan với nước đá kèm theo chút rau xanh, các loại củ quả hay các loại thịt khác nhau và chấm với một loại nước chấm nhạt gọi là tsuyu.
Hiyamugi được làm từ bột mì, muối, đường kính nhỏ hơn mì Udon, khoảng 1.3~1.7mm. Loài mì này thường dùng ăn lạnh vào mùa hè để hạ nhiệt. Sợi mì được ướp trong đá mát lạnh, ăn cùng với nước tương Tsuyu, gừng, rong biển, rau củ, hành lá
Udon làm từ bột mì trong ẩm thực Nhật Bản cùng với mì Ramen, mì Soba, mì Somen là những loại mì sợi trứ danh và là món mì quốc túy của nền ẩm thực Nhật. Người ta cho rằng udon đã được mang từ Triều Tiên tới Nhật Bản từ thế kỷ thứ VIII. Nhưng thật đây là một món ăn do người Nhật sáng tạo.
Harusame làm từ bột khoai tây.
Tokoroten trong như sứa, được chế biến từ agarophytes. Tokoroten đã được người Nhật ăn từ hơn một ngàn năm nay. Tokoroten được cho là đã được giới thiệu đến Nhật Bản từ Trung Quốc trong thời kỳ Nara. Tokoroten truyền thống được thực hiện bằng cách đun sôi tengusa (Gelidium amansii) và sau đó hỗn hợp được đông cứng lại để trở thành thạch. Tokoroten có thể ăn nóng (trong trạng thái được hòa tan) hoặc lạnh (như gel).